# Coalition du 15 octobre

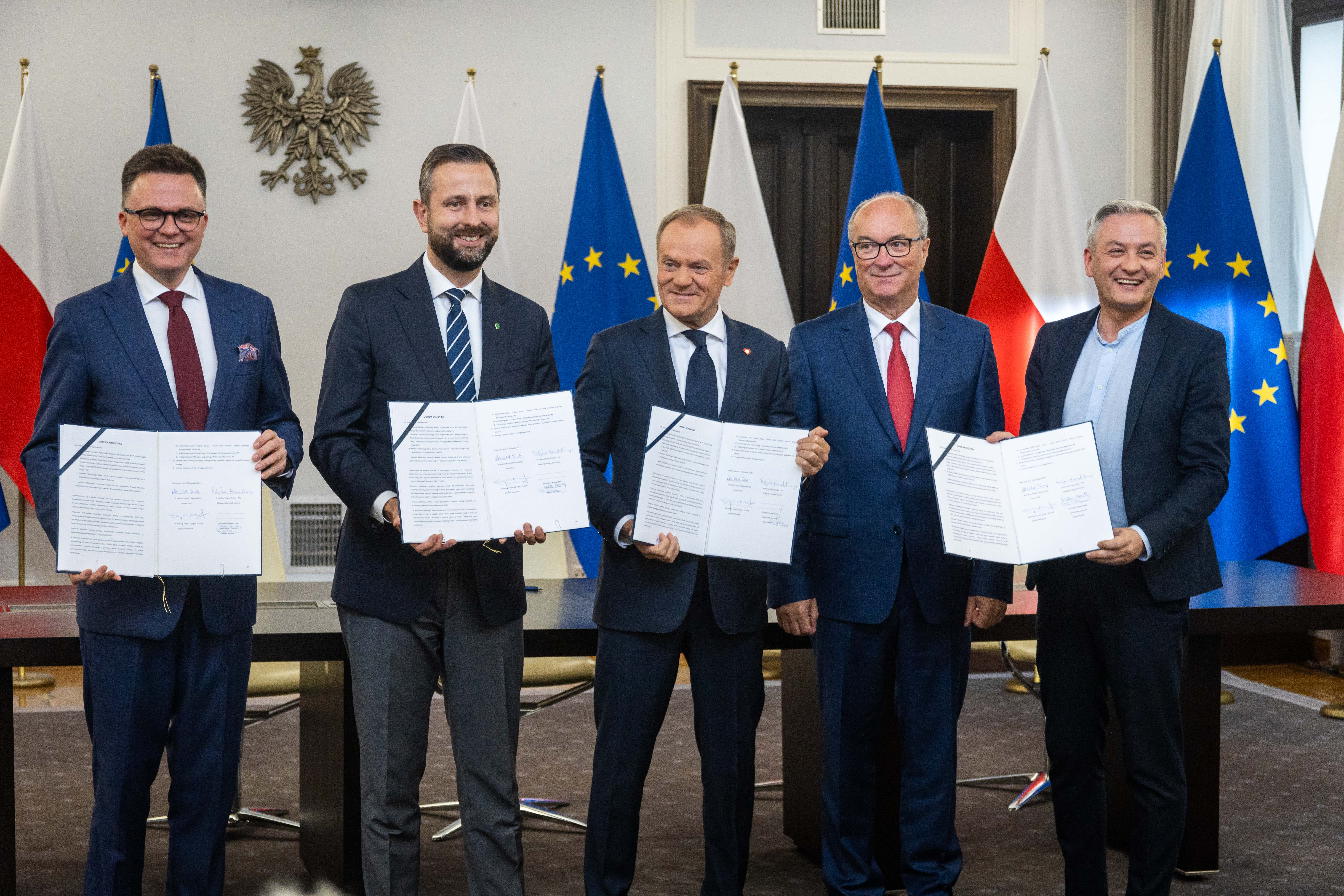
Les signataires de la Coalition : Donald Tusk, Władysław Kosiniak-Kamysz, Szymon Hołownia, Włodzimierz Czarzasty et Robert Biedroń.

La Coalition du 15 octobre (en polonais Koalicja 15 października) est le gouvernement au pouvoir en Pologne depuis le 13 décembre 2023,. Il s’agit d’une grande coalition qui comprend divers partis politiques. La coalition a été formée après les élections parlementaires du 15 octobre.
Le Premier ministre désigné Donald Tusk a inventé le terme dans son discours à la Diète, annonçant les plans du nouveau gouvernement après un vote de défiance envers Mateusz Morawiecki,.
Avant de prendre le pouvoir, les partis opposés à la Droite unie dirigée par le parti au pouvoir Droit et Justice (à l'exception de la Confédération d'extrême droite) étaient appelés l'Opposition démocratique (Demokratyczna opozycja) à l’approche des élections de 2023.
Les politiciens du parti Droit et Justice et certains médias de droite ont qualifié la coalition de « Coalition du 13 décembre ». ce nom faisait référence à la date de la mise en place du gouvernement par le président Andrzej Duda le 13 décembre 2023 et était une allusion au 42e anniversaire de l'introduction de la loi martiale en Pologne le 13 décembre 1981 par le général Wojciech Jaruzelski.